# Cyprian Ekwensi
Cyprian Odiatu Duaka Ekwensi (* 26. September 1921 in Minna, Nigeria; † 4. November 2007 in Enugu) war ein nigerianischer Schriftsteller. Er schrieb 35 Bücher, darunter Großstadt- und Abenteuerromane, Jugend- und Populärliteratur.

## Leben
Cyprian Ekwensi arbeitete ab 1945 zuerst als Förster, danach als Chemie- und Biologielehrer in Lagos. Er schrieb wöchentlich eine Kurzgeschichte für den nigerianischen Rundfunk. Seine Erzählung When Love Whispers veröffentlichte er 1948 in kleinen Heftchen, die über den Markt vertrieben wurden, und begründete damit die Tradition der sogenannten Onitsha-Marktliteratur. Ab 1949 studierte Ekwensi in Lagos und später in London Pharmazie und arbeitete weiterhin für Presse und Rundfunk. Er kehrte 1956 nach Nigeria zurück und wurde erst Apotheker, dann Angestellter beim Rundfunk. 1961 wurde er Director of Information des nigerianischen Informationsministeriums, während des Biafra-Kriegs des Informationsministeriums der Republik Biafra. Nach deren Untergang 1970 wurde er Verwaltungsrat einer Bibliothekenvereinigung und 1975 Leiter des Zeitungsverlages Star Printing and Publishing Company Enugu. Zuletzt lebte er mit seiner Frau Eunice Anyiwo in Enugu; er wurde mit ihr Vater von fünf Kindern.

## Werke
- People of the City (1954)
- Jagua Nana (1961, dt. 1987)
- Burning Grass (1962, Jugendbuch, dt. Der Wanderzauber 1994)
- Beautiful Fathers (1963)
- Survive the Peace (1976, dt. Den Frieden überleben 1988)
- Motherless Baby (1980)
- Divided We Stand (1980)
- Jagua Nana's Daughter (1986)
- Gone to Mecca (1993)